# Wendy Caishpal
Wendy Beatriz Caishpal Jaco (nascida em El Salvador) é uma empresária salvadorenha, palestrante motivacional e ativista de direitos humanos para pessoas com deficiência e sobreviventes de conflitos armados.

## Vida pregressa
Wendy Caishpal nasceu e foi criada em Ahuachapán, em El Salvador. Aos 14 anos, ela estava em um carro com sua prima vendendo pão. Quando ela saiu do veículo para fazer uma venda para uma mulher, um grupo de membros de uma gangue correu e atirou na cabeça de seu primo, matando-o. Ela foi baleada cinco vezes na perna, nas costas e no braço. Depois que ela foi levada para o hospital, ela permaneceu em coma por quatorze dias. Ela acordou para saber que tinha uma lesão na medula espinhal e estava permanentemente paralisada da cintura para baixo. Como resultado do incidente, Wendy Caishpal passou a usar uma cadeira de rodas.
Wendy disse que foi um longo processo de reabilitação e, a princípio, recusou-se a acreditar que nunca mais voltaria a andar. Ela era muito esportiva; ela cresceu patinando e correndo com frequência. Demorou vários anos para ela chegar ao ponto em que está agora. A organização para deficientes Red de Sobreviventes deu a ela oportunidades de reabilitação e desenvolvimento pessoal, além de educá-la sobre seus direitos como pessoa com deficiência. De acordo com Wendy, "Isso me fortaleceu e me ajudou a aceitar minha situação. Agora eu amo minha cadeira de rodas!"

## Educação
Ela inicialmente estudou relações internacionais na Universidade de El Salvador, mas a falta de instalações para alunos com deficiência a forçou a desistir; ela posteriormente se formou como advogada.

## Advocacia
Wendy Caishpal atuou como representante de El Salvador no Women's Institute on Leadership and Disability, organizado pela International Mobility USA.
Caishpal é a fundadora e diretora do Ahuachapán Sin Barreras (Ahuachapán Sem Barreiras), um projeto municipal que promove e protege os direitos das pessoas em Ahuachapán. Isso incluiu assumir um papel ativo no projeto e planejamento de dois parques locais para garantir que fossem acessíveis às pessoas com deficiências e planejar eventos na piscina pensando no uso para crianças com deficiência.
Caishpal também oferece assessoria jurídica gratuita por meio de Ahuachapán Sin Barreras para educar as pessoas com deficiência sobre seus direitos, principalmente no que diz respeito à saúde. A seu ver, Ahuachapán Sin Barreras não se trata apenas de barreiras físicas. Ela quer que a população com deficiência supere também as barreiras arquitetônicas, ambientais e de atitude que enfrentam.

## Reconhecimento
Em 2020, Caishpal foi eleita pela BBC uma das 100 mulheres mais inspiradoras do mundo, entre 11 mulheres latinas reconhecidas.
Também em 2020, Caishpal foi reconhecida pelo Departamento de Ahuachapán como parte do Dia Internacional pela Eliminação da Violência contra a Mulher por seu trabalho na defesa dos direitos das mulheres.

## Vida pessoal
Caishpal é mãe solteira de dois filhos. Atualmente ela trabalha como advogada.